# ناثان هارت
ناثان هارت (بالإنجليزية: Nathan Hart) هو دراج أسترالي، ولد في 4 مارس 1993 في كانبرا في أستراليا.

## وصلات خارجية
- ناثان هارت على موقع الاتحاد الدولي للدراجات (الإنجليزية)
- ناثان هارت على موقع أرشيف الدراجات (الإنجليزية)
- ناثان هارت على موقع أوليمبيديا (الإنجليزية)